# Le calife de Bagdad
Vua thành Bagdad (tiếng Pháp: Le Calife de Bagdad) là vở opera 1 màn của nhà soạn nhạc người Pháp François-Adrien Boieldieu. Người viết lời cho vở opera này Claude de Saint-Just. Boieldieu sáng tác vở opera này khi đang chuyển lên Paris vào năm 1795. Khi vờ opera được trình lần đầu tiên vào ngày 16 tháng 9 năm 1800 tại Nhà hát Opéra Comique, Boieldieu đã gặt được thành công lớn. Đây là một vở opera comique.